# 词林正韵
《词林正韵》，清人戈载编纂的一部词韵书，书分三卷，分平、上、去三声为十四部，入声为五部，一共是十九个韵部。这是词的创作一般所应遵守的韵书。

## 歷史
其韵比《平水韵》宽，至南宋及以后，词韵有了一些变化，但经编订，清后词的写作用韵开始得到规范，《词林正韵》由于各种优势，成为主要的词的韵书。
该书的编辑思想，戈载曾说是：“取古人之名词参酌而审定”，所以可知他的分部，实际上是依据前人作词用韵的情况归纳而来的。这种归纳出于创作实际，所以为时人、后人所接受，《词林正韵》也成了长短句创作中的基本手册。